# Ornithoptera tithonus
Ornithoptera tithonus är en fjärilsart som beskrevs av De Haan 1840. Ornithoptera tithonus ingår i släktet Ornithoptera och familjen riddarfjärilar. IUCN kategoriserar arten globalt som otillräckligt studerad. Inga underarter finns listade i Catalogue of Life.

## Bildgalleri

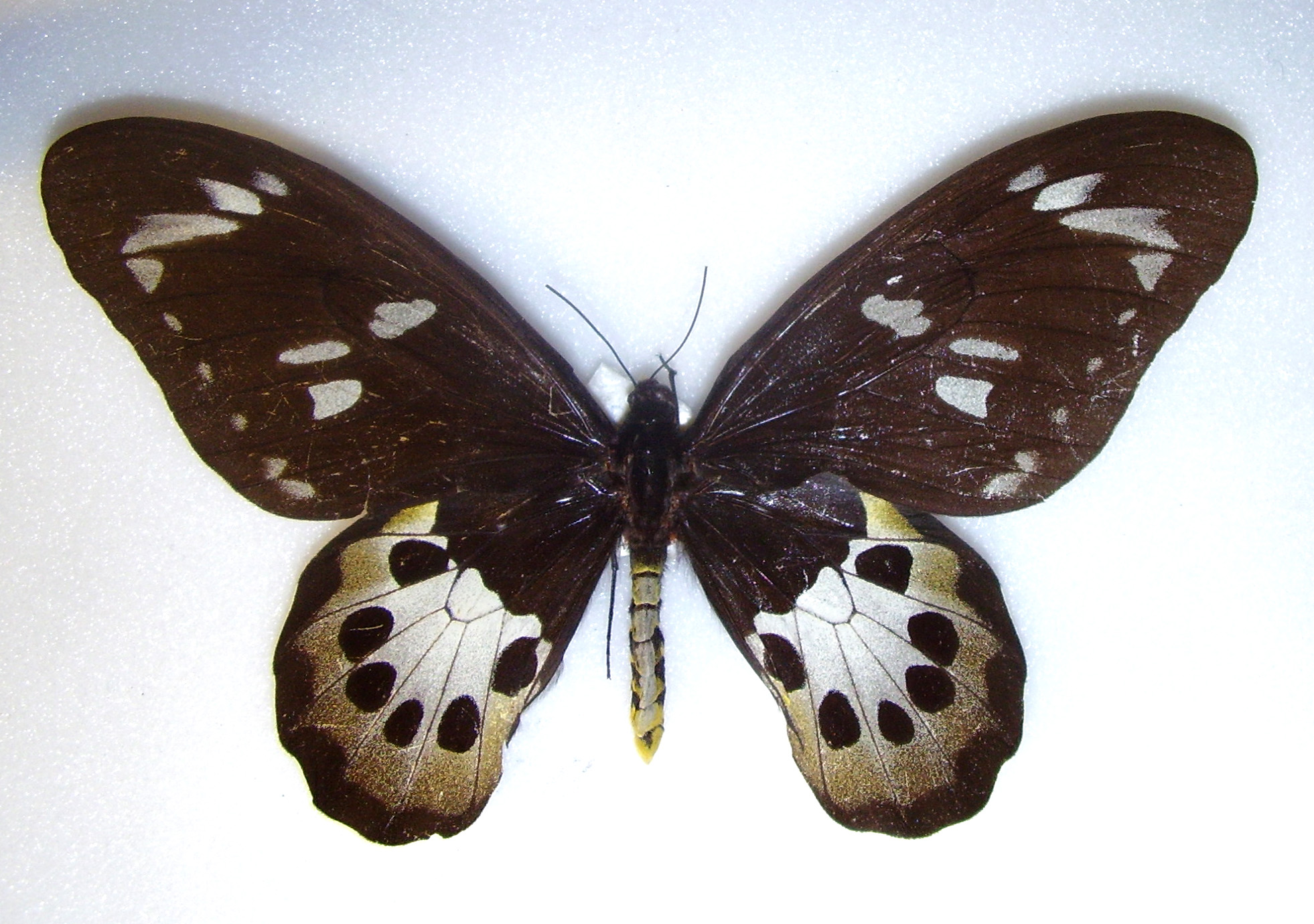
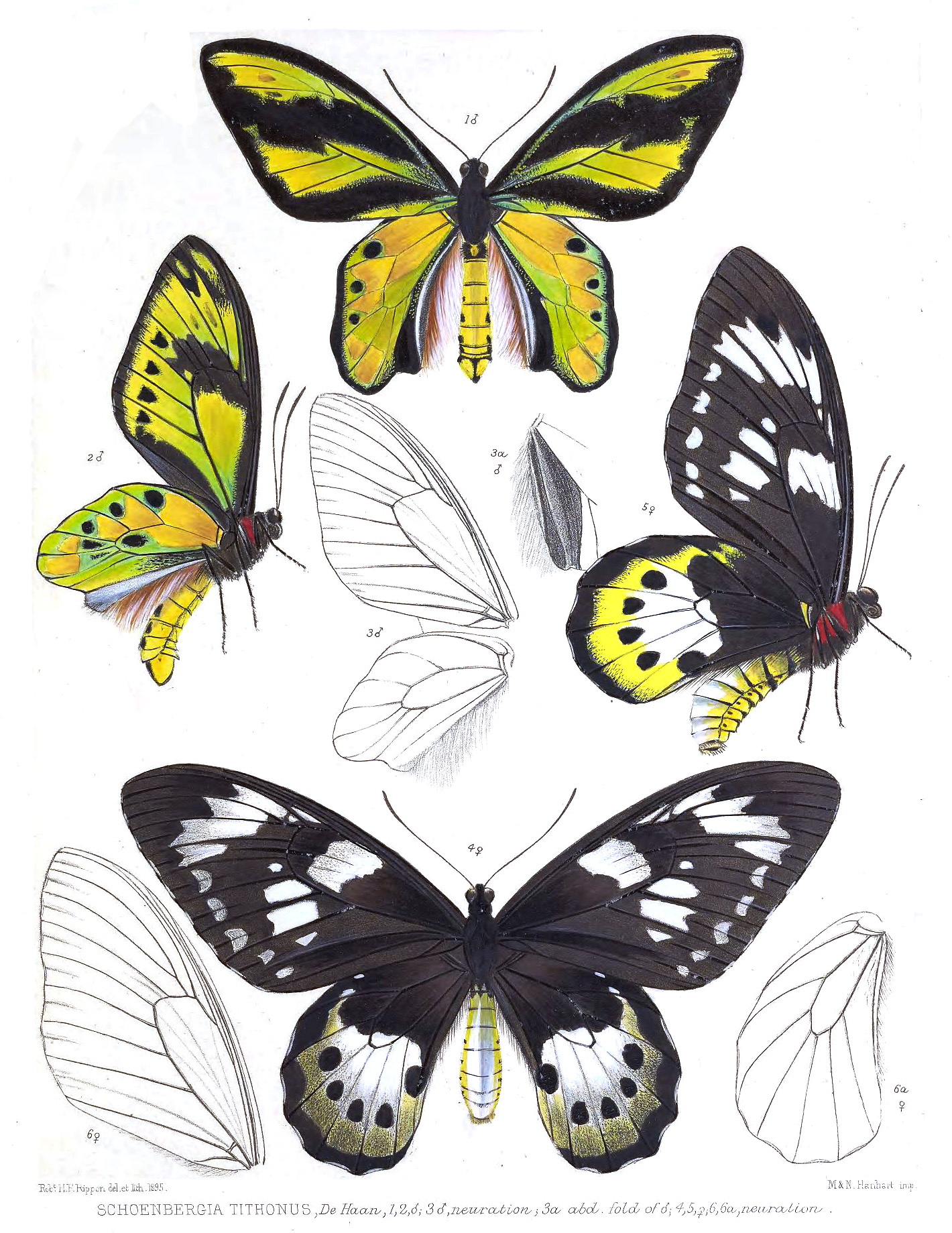
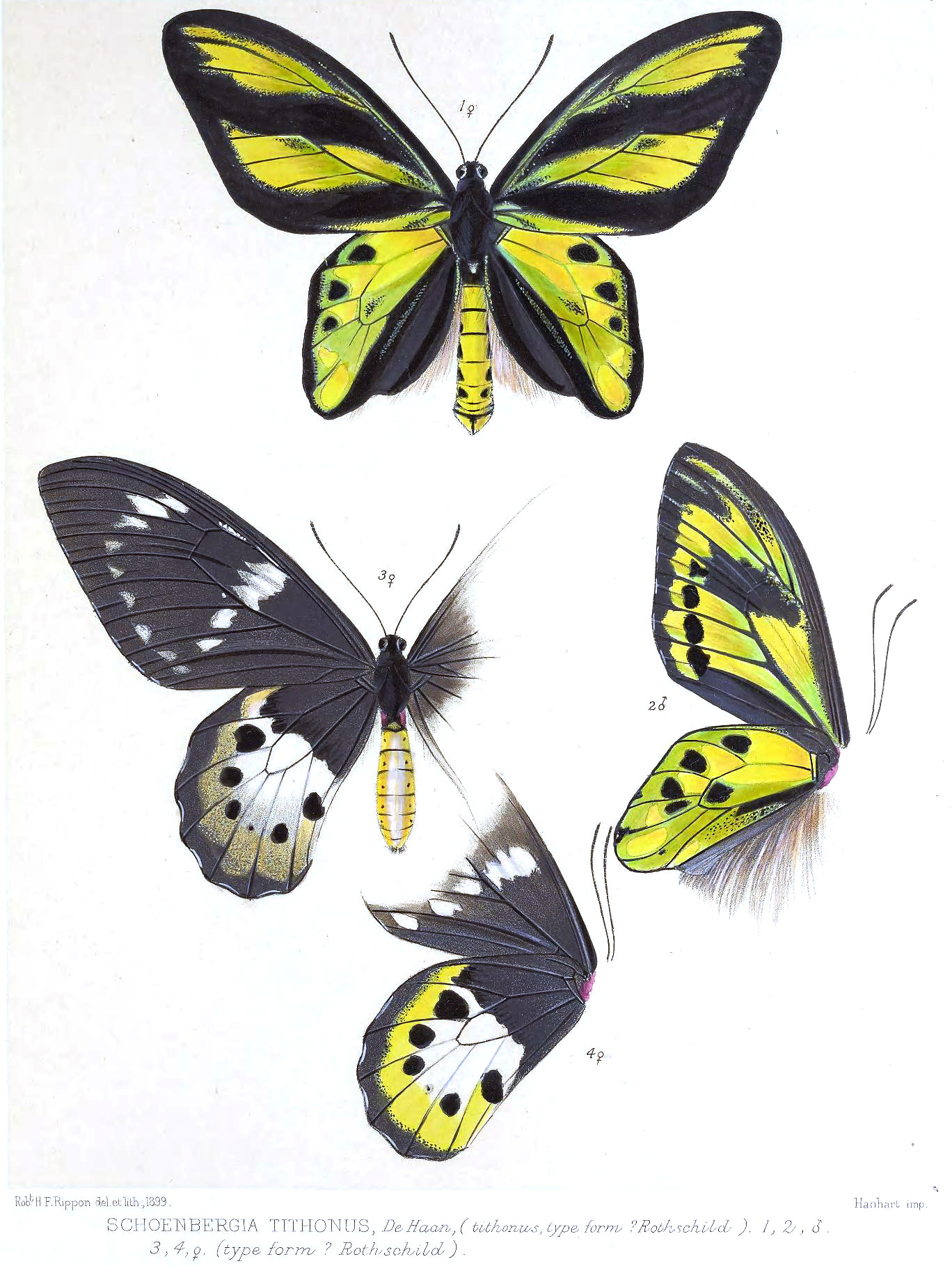